# Paranoid (musikalbum)
Paranoid är den brittiska heavy metal-gruppen Black Sabbaths andra album, uppföljare till deras första, självbetitlade album Black Sabbath. Det spelades in samma år som debuten (1970) och släpptes 18 september samma år. Med detta album kom Black Sabbath också in på skivmarknaden i USA.
Albumet Paranoid blev en stor försäljningssuccé i både Europa och USA. En stor och viktig skillnad från det första albumet är att Paranoid saknar de långa gitarrsolon och utspel som utgjorde en stor del av debuten; man fokuserade istället på riffen. Detta gör albumet mer kompakt, och framgången berodde kanske på att det blev mer lättlyssnat på grund av detta. I och med Paranoid tog Black Sabbath ett steg ifrån sina bluesrötter för att fokusera mer på det sound som de kom att bli kända för att ha skapat. Titelspåret och "Iron Man" blev de två mest framgångsrika låtarna och betraktas idag som några av hårdrockens klassiker.
Det var från början meningen att albumet skulle heta War Pigs och att det alltså skulle vara titelspåret. Skivbolaget ändrade titeln; Vietnamkriget pågick och man ville inte ge ut en skiva med en så känslig titel. Coverversioner av titelspåret har framförts av bland andra Type O Negative, Pantera, Megadeth, HIM och Linkin Park. Andra teman som behandlas på albumet är bland annat efterdyningarna av ett kärnvapenkrig i "Electric Funeral" och faran med heroinmissbruk i "Hand of Doom". Musikaliskt är den låten utformad som effekterna av ett narkotikarus med lugnare partier som snabbt övergår i intensiva partier.

## Kuriosa
Paranoid var ett av albumen som medtogs i boken  1001 Albums You Must Hear Before You Die. 2010 gjordes en dokumentär om inspelningen av albumet i serien Classic Albums.

## Låtlista

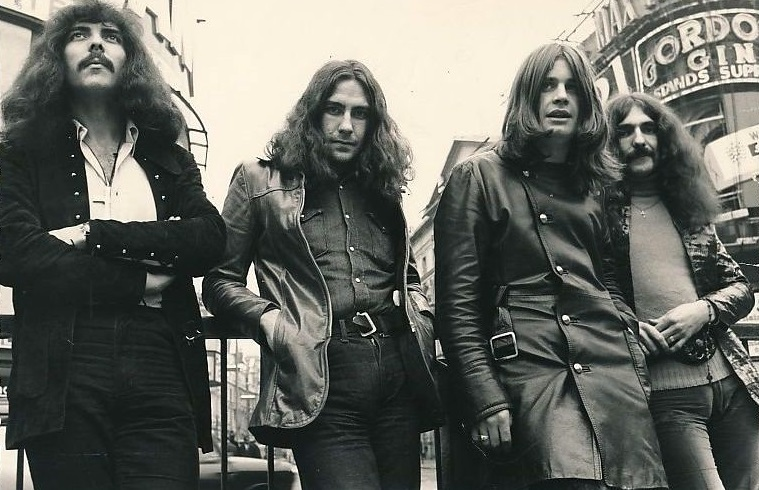
Black Sabbath 1970.

All sångtext är skriven av Geezer Butler, där intet annat anges, alla låtar är komponerade av Black Sabbath (Tony Iommi/Geezer Butler/Bill Ward/Ozzy Osbourne).
| 1. | War Pigs       | 7:57 |
| 2. | Paranoid       | 2:48 |
| 3. | Planet Caravan | 4:32 |
| 4. | Iron Man       | 5:56 |

| 5. | Electric Funeral                                             | 4:53 |
| 6. | Hand of Doom                                                 | 7:08 |
| 7. | Rat Salad                                                    | 2:30 |
| 8. | Fairies Wear Boots (text av Ozzy Osbourne och Geezer Butler) | 6:15 |

## Medverkande
- Ozzy Osbourne – sång, munspel
- Geezer Butler – elbas, basgitarr
- Tony Iommi – gitarr, tvärflöjt på "[[Planet Caravan]]"
- Bill Ward – trummor och sång, congas på "[[Planet Caravan]]"

## Listplaceringar
| Lista (1970-1971) | Position            |
| ----------------- | ------------------- |
| Australien        | 4 (Go Set)          |
| Danmark           | 2                   |
| Finland           | 4                   |
| Kanada            | 20 (RPM)            |
| Nederländerna     | 1                   |
| Norge             | 5 (VG-lista)        |
| Storbritannien    | 1 (UK Albums Chart) |
| Sverige           | 6 (Kvällstoppen)    |
| USA               | 12 (Billboard 200)  |
| Västtyskland      | 2                   |